# Sandstone (Minnesota)
Sandstone is een plaats (city) in de Amerikaanse staat Minnesota, en valt bestuurlijk gezien onder Pine County.

## Demografie
Bij de volkstelling in 2000 werd het aantal inwoners vastgesteld op 1549.

## Geografie
Volgens het United States Census Bureau beslaat de plaats een oppervlakte van
14,1 km², waarvan 13,7 km² land en 0,4 km² water.

## Plaatsen in de nabije omgeving
De onderstaande figuur toont nabijgelegen plaatsen in een straal van 24 km rond Sandstone.